# TBSラジオ開局40周年記念 24時間スペシャル「メリークリスマスラジオ」
TBSラジオ開局40周年記念 24時間スペシャル「メリークリスマスラジオ」 （ティービーエスラジオよんじっしゅうねんきねん にじゅうよじかんスペシャル）は、平成3年（1991年）12月24日から25日まで、東京都に本社をもつテレビ・ラジオ放送局、東京放送（現・TBSラジオ）の開局記念番組として生放送された、ラジオ特別番組。

## 番組概要

### 放送日時
平成3年（1991年）12月24日 18:00 - 25日 17:45（日本標準時）

### 総合司会
- 鈴木順（TBSアナウンサー）
- 長峰由紀（TBSアナウンサー）

## 出演者
- 松宮一彦
- 山下達郎
- 桑田佳祐
- 松任谷由実
- 林美雄
- 小島一慶
- 桝井論平
- 愛川欽也[1]
- 山本コウタロー
- 野沢那智
- 白石冬美
- 浦口直樹
- 榎本勝起
- 関谷浩至
- 大沢悠里
- 毒蝮三太夫
- さこみちよ
- 永六輔
- 久米宏[2]

## 主な内容
- オープニング
- 松宮一彦スーパーインタビュー「山下達郎」「桑田佳祐」「松任谷由実」
- 復活!パックインミュージックスペシャル
- 41回目のメリークリスマス
- オールナイトお笑いライブ
- 美女と歌声
- 神田川・川の流れのように
- 大沢悠里・永六輔・久米宏 ラジオを語る
- 日本の歌ランキング

## 主要スタッフ
総合プロデューサーは高山道治、総合ディレクターは当時「永六輔の土曜ワイド」「大沢悠里のゆうゆうワイド」の出演者としても活躍していた関谷浩至が務め、当時のTBSラジオの制作陣が総出でスタッフを務めた。「メリークリスマスラジオ」というネーミングは番組全般の構成を務めた作家の善入茂雄によるもの。